# Zinowiewia concinna
Zinowiewia concinna är en benvedsväxtart som beskrevs av Lundell. Zinowiewia concinna ingår i släktet Zinowiewia och familjen Celastraceae. Inga underarter finns listade.